# Hangzhou Olympic Expo Center
Das Hangzhou Olympic Expo Center (chinesisch: 杭州奥体博览城) oder Hangzhou Olympic Sports Center (chinesisch: 杭州奥林匹克体育中心) ist ein Sportkomplex in der Stadt Hangzhou in der Volksrepublik China. Der Komplex besteht aus einem Stadion mit 80.000 Sitzen, dem Hangzhou Olympic Sports Center Stadium, einem Tenniszentrum mit 10.000 Plätzen, einem Kongresszentrum, einem Wassersportzentrum und Einzelhandelsflächen. Das Stadion wurde auf einem 60.000 Quadratmeter großen Gelände am Ufer des Qiantang-Flusses gegenüber dem Qianjiang New City Central Business District von Hangzhou gebaut. Der Komplex war der Austragungsort der Asienspiele 2022 mit dem Fußballfinale der Männer und der Para-Asienspiele 2022 im September/Oktober 2023.

## Geschichte
Der offizielle Spatenstich fand am 26. Dezember 2009 statt, der eigentliche Bau des Stadions begann jedoch erst 2011. Nachdem die Fertigstellung des Stadions ursprünglich für 2013 geplant war, fand die erste offizielle Veranstaltung schließlich im August 2019 mit einem Konzert des Musikers Wang Leehom statt.
Ursprünglich sollten hier Spiele der Fußball-Asienmeisterschaft 2023 ausgetragen werden, welche aufgrund der COVID-19-Pandemie schließlich 2024 in Katar ausgetragen wurde.

## Design
Für das Design waren das US-amerikanische Architekturbüro NBBJ in Partnerschaft mit CCDI verantwortlich. Das Äußere des Stadions besteht aus einer Stahlkonstruktion mit 28 großen und 27 kleinen Blütenblättern und gleicht einer Lotosblume. Der zentrale Platz des neben dem Stadion errichteten Tenniskomplexes weist ebenfalls ein ähnliches Lotosmotiv auf.

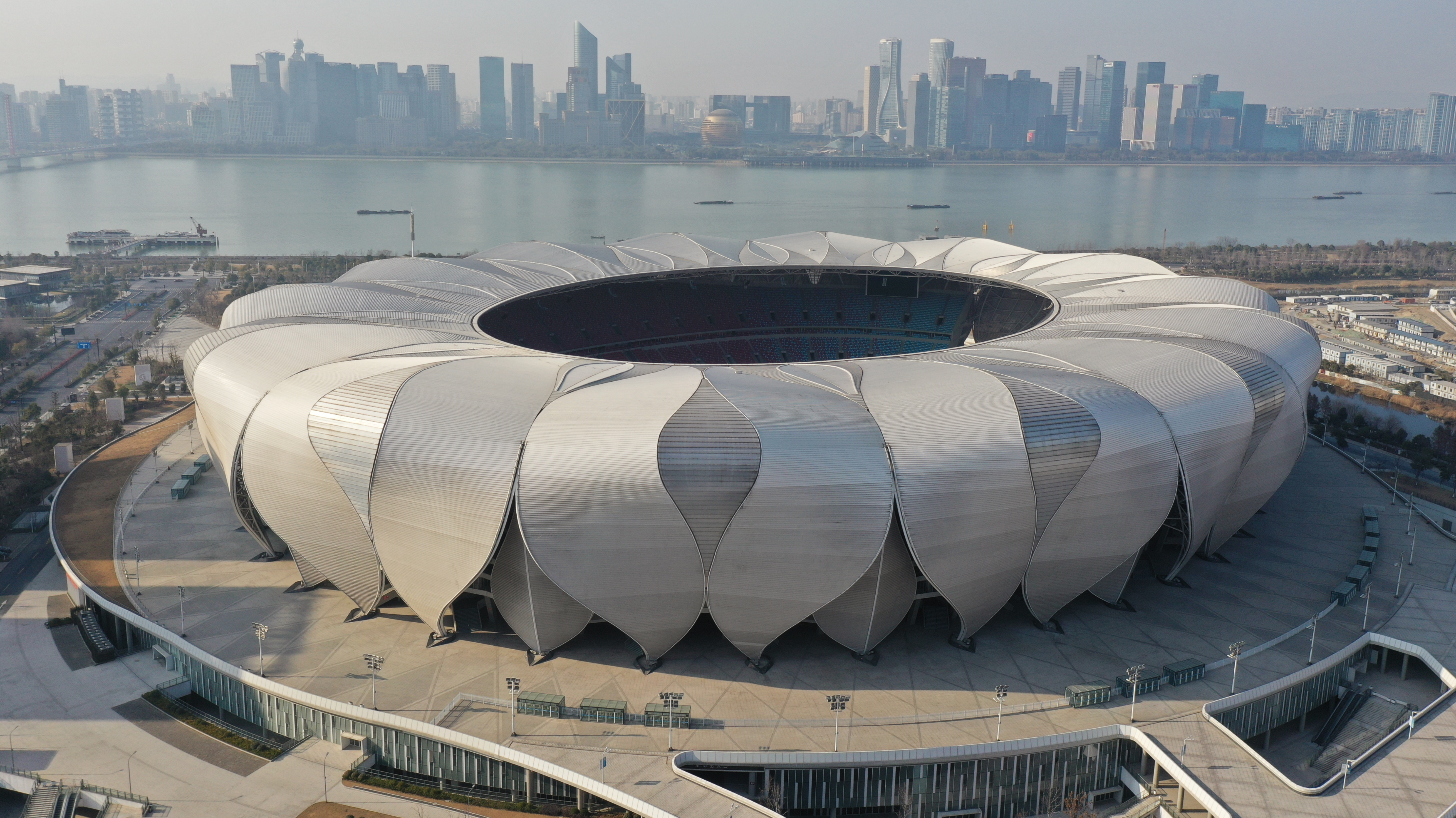
Hauptstadion
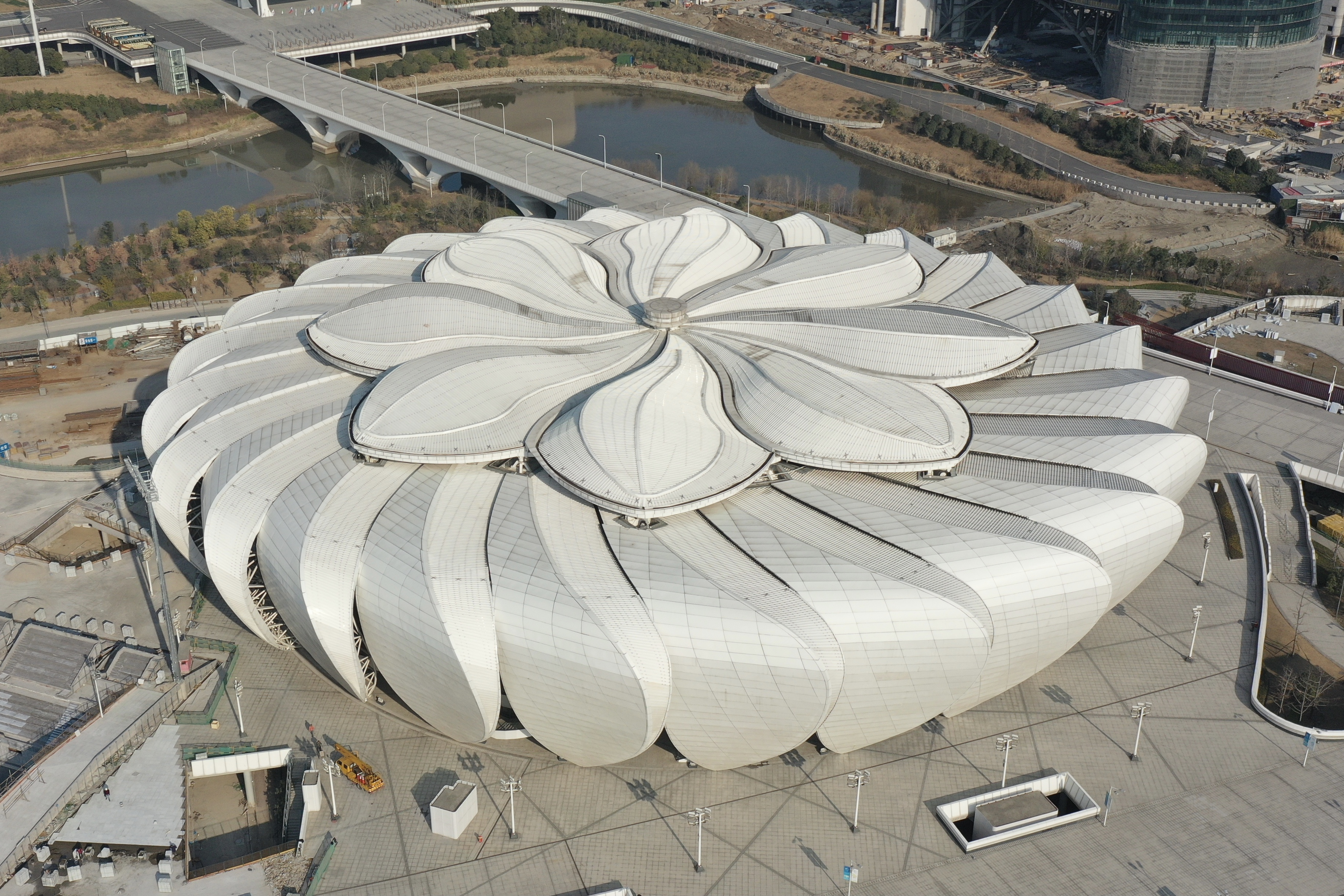
Tenniszentrum
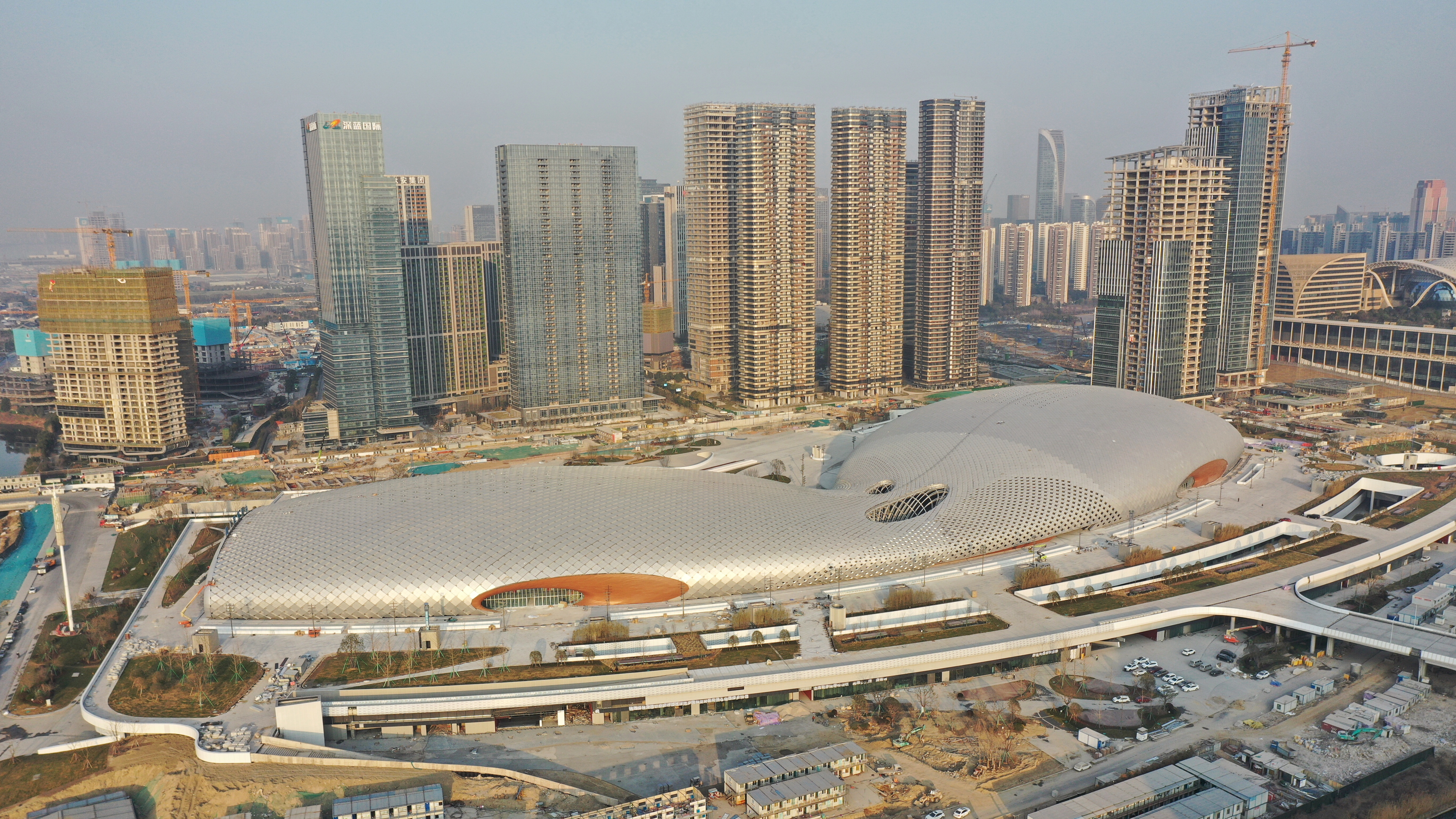
Wassersportkomplex